# David Emmer
David Emmer (* 1967 in Rom) ist ein italienischer Regisseur.

## Leben
Der Sohn des bekannten Regisseurs Luciano Emmer begann mit dokumentarischen Arbeiten Ende der 1980er Jahre. Nach Aufträgen für das Fernsehen – bei der RAI und Mediaset – sowie Werbefilmen inszenierte er auch Kurzfilme.
1991 schrieb er das Buch für einen Film seines Vaters, Basta! Addesso tocca a noi, welcher 1999 seinen Debüt-Spielfilm Una vita non violenta produzierte. Das beim Torino Film Festival gezeigte Werk blieb sein einziger Beitrag für das Kino.

## Filmografie (Auswahl)
- 1999: Una vita non violenta